# Dereyamaç, Aydınlar
Dereyamaç là một xã thuộc huyện Aydınlar, tỉnh Siirt, Thổ Nhĩ Kỳ. Dân số thời điểm năm 2008 là 256 người.